# Église Sainte-Croix de Dresde
Pour les articles homonymes, voir Église de la Sainte-Croix.
L'église de la Sainte-Croix - en allemand Kreuzkirche - est une église évangélique luthérienne de Dresde et la plus grande église de Saxe, en Allemagne.
L'église existe depuis le début du XIIe siècle et fut officiellement dédiée le 10 juin 1388 à la Sainte Croix. Depuis 1491, elle a brûlé cinq fois. La dernière fois lors du bombardement de Dresde le 13 février 1945 qui détruisit l'église et son orgue. Le retable fut abîmé, mais put être sauvé. La reconstruction se déroula entre 1946 et 1955, menée par Fritz Steudtner. 
La Kreuzkirche abrite depuis sept siècles le Dresdner Kreuzchor, chœur de garçons le plus ancien d'Allemagne. Le chef de chœur, Kreuzkantor,  actuel est Roderich Kreile (en), vingt-huitième depuis la Réforme.

## Galerie photos

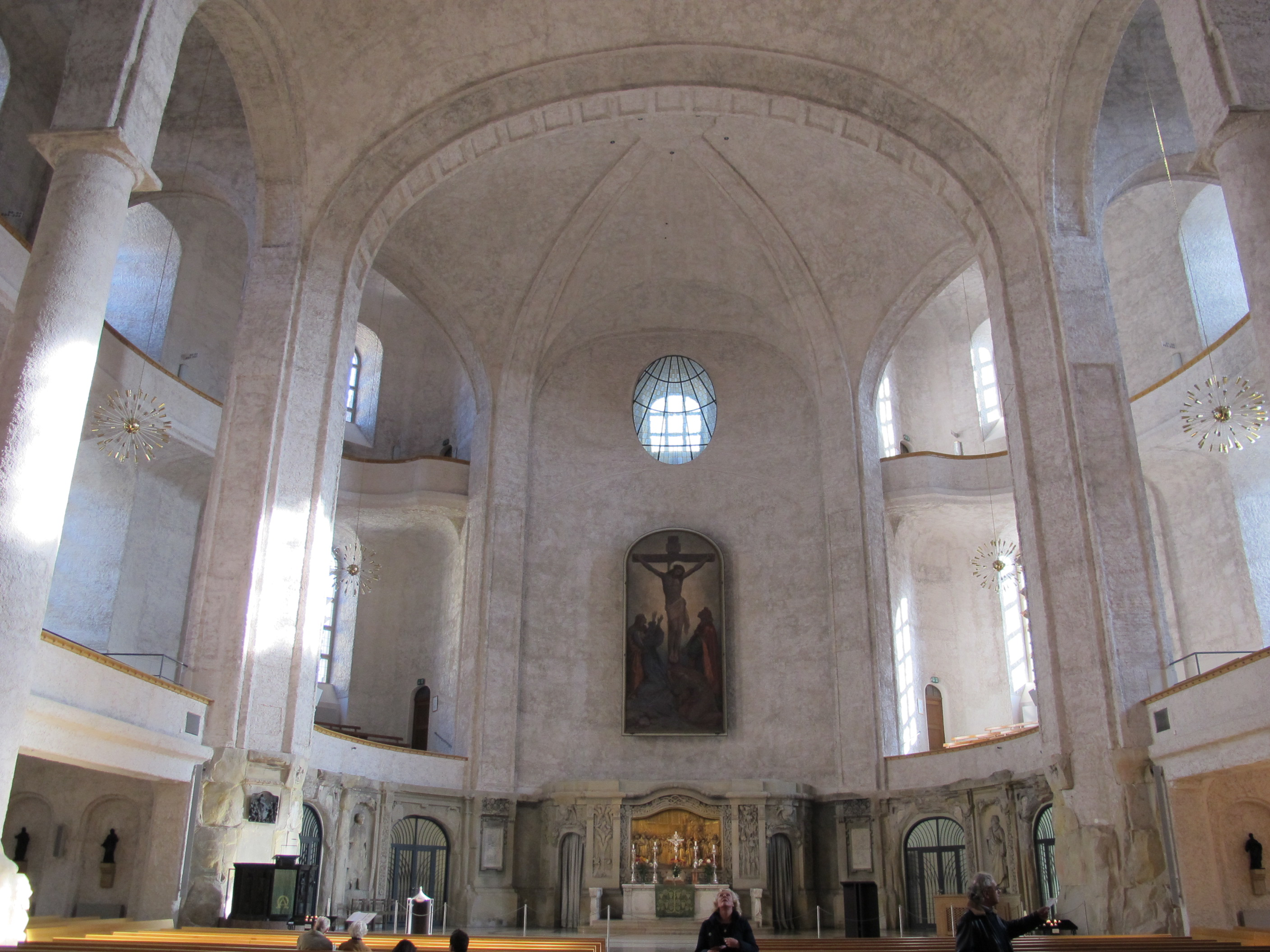
L'intérieur de l'église aujourd'hui
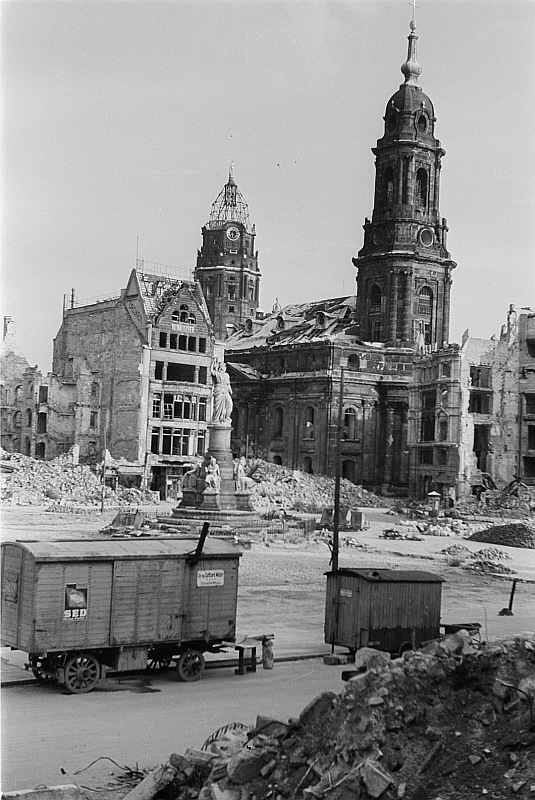
Les ruines de la Kreuzkirche en 1945

## Sources de la traduction
- (de)/(en) Cet article est partiellement ou en totalité issu des articles intitulés en allemand « Kreuzkirche (Dresden) » (voir la liste des auteurs) et en anglais « Kreuzkirche (Dresden) » (voir la liste des auteurs).